# Thuần Thân vương (Dận Hựu)
Hòa Thạc Thuần Thân vương (chữ Hán: 和碩淳親王, tiếng Mãn: ᡥᠣᡧᠣᡳ 
ᠪᠣᠯᡤᠣ 
ᠴᡳᠨ ᠸᠠᠩ, Möllendorff: Hošoi bolgo cin wang) là tước vị truyền đời của nhà Thanh trong lịch sử Trung Quốc.

## Khái quát
Thủy tổ của Thuần vương phủ là Dận Hựu - con trai thứ 7 (tính trong số Hoàng tử trưởng thành) của Khang Hi Đế. Năm Khang Hi thứ 39 (1700), Dận Hựu được phong làm Bối lặc. Năm thứ 48 (1709), tấn phong phong làm Thuần Quận vương (淳郡王). Năm thứ 57 (1718), quản lý Mãn - Mông - Hán Chính Lam kỳ. Năm Ung Chính nguyên niên (1723), Dận Hựu được tấn phong Thuần Thân vương.
Vì Thuần vương phủ không phải Thiết mạo tử vương nên các đời sau tập tước đều lần lượt bị hàng xuống một bậc. Tổng cộng truyền qua 7 thế hệ.

### Ý nghĩa phong hiệu
Phong hiệu「Thuần」của Dận Hựu trong tiếng Mãn là 「ᠪᠣᠯᡤᠣ」, âm dịch là「Bác Nhĩ Quả」, nghĩa là "thanh thuần, trong sạch".

### Chi hệ
Dận Hựu có tất cả bảy con trai, trong đó con trai thứ 3, 4 và 5 đều chết yểu. Vì Đích Phúc tấn không có con nên con trai trưởng do Trắc Phúc tấn sinh là Hoằng Thự được chọn làm Thế tử. Tuy nhiên sau đó, Hoằng Thự vì quan hệ với Dận Trinh mà bị cách tước, con trai thứ 6 do Trắc Phúc tấn sinh ra là Hoằng Cảnh được lập làm Thế tử. Từ đó về sau, đại tông đều do hậu duệ của Hoằng Cảnh thừa kế.
Con trai thứ hai của Dận Hựu là Hoằng Trác là em trai cùng mẹ của Hoằng Thự, nhưng chỉ được phong làm Phụ quốc Tướng quân, về sau hậu duệ trở thành Nhàn tản Tông thất.
Con trai thứ 7 Hoằng Thái do thiếp thất sinh ra, được phong làm Phụ quốc Tướng quân, hậu duệ trở thành Nhàn tản Tông thất.

### Kỳ tịch
Phương pháp phong Kỳ của một mạch Thuần vương phủ gọi là "Bán đại nhập thức". Tức là Tá lĩnh sở hữu một phần là mang ra từ Thượng Tam kỳ, một phần là ngầm đoạt từ các Kỳ chủ Vương công khác. Thuần vương phủ được phân ra Tương Bạch kỳ, chính là hậu quả từ việc chiếm một phần Tá lĩnh thuộc về Túc vương phủ. Điểm này tương tự với Dận Chân (lúc còn là Ung Thân vương) và Dận Kì. Tóm lại, Thuần vương phủ được phân vào Tương Bạch kỳ, thuộc vào Tả dực Cận chi Tương Bạch kỳ đệ nhị tộc, giữ nguyên đến tận thời kỳ nhà Thanh sụp đổ.

### Địa vị
Thuần vương phủ là một nhánh Vương phủ khá bình đạm. Căn cứ theo ghi chép, chân Dận Hựu có tật, trong những năm Khang Hi từng có tin đồn rằng Dận Hựu bị đem đi làm con thừa tự nhưng cuối cùng không tiến hành. Cũng vì vấn đề này, Dận Hựu không quá quan tâm đến chính trị, không can dự vào Cửu tử đoạt đích, hậu duệ tương đối ổn định.
Vì vậy, một chi Thuần vương phủ có thể nói là "điển phạm" trong các Vương phủ thời Thanh, tương đối bình đạm, là một trong số ít Vương phủ đi hết hoàn chỉnh quá trình tập tước đệ hàng của nhà Thanh.

### Danh sĩ
Danh sĩ trong số hậu duệ của Thuần vương phủ tương đối ít, có hai người từng đạt công danh nhưng thành tựu đều không hiển hách.
Một vị là Dịch Nhạc (奕岳), tằng tôn của Hoằng Trác (弘晫), cháu nội của Phụng ân Tướng quân Vĩnh Trang (永庄), con trai của Miên Hữu (绵佑). Năm Gia Khánh thứ 15 (1810), ông đậu Phiên dịch Cử nhân nhưng không hề xuất sĩ làm quan.
Vị thứ hai là Phổ Xuân (溥春), hậu duệ của Hoằng Trác, tằng tôn của Miên Mật (绵密) - con trai trưởng của Phụng ân Tướng quân Vĩnh Trang. Năm Quang Tự nguyên niên (1875), đậu Văn Cử nhân, từng nhậm Bút thiếp thức, Chủ sự, Hình bộ Viên ngoại lang.

### Phủ đệ
Phủ đệ của Thuần vương phủ nguyên nằm ở Chính Nghĩa lộ, phía nam của Đông trường nhai (tức phía Đông Nam so với Tử Cấm Thành), tây ngạn của Ngự hà, đối xứng với Túc vương phủ nằm ở đông ngạn của Ngự hà. Căn cứ theo ghi chép, phủ này chia làm 3 phần là tả, trung và hữu lộ, cửa cung 5 gian, chính điện 5 gian, hậu điện 5 gian, dãy nhà sau 7 gian. Phía đông là tạp viện, phía tây là hoa viên. Phủ này được ban cho Hoằng Cảnh sau khi được phong Quận vương, mà phủ đệ của Dận Hựu đến nay vẫn còn là nghi vấn. Phủ đệ này về sau bị Công sứ của Anh chiếm giữ, hiện nay không còn dấu vết.

### Viên tẩm
Nghĩa trang của Thuần vương phủ có 2 nơi, thủy tổ là Dận Hựu được an táng tại Thần Thạch trang, thuộc Dịch huyện, phía nam của Thanh Tây lăng, là nơi do Ung Chính Đế ban cho Dận Hựu. Nơi này đã bị phá hủy vào thời kỳ Cách mạng Văn Hóa, hiện nay chỉ còn lại địa cung và cửa đá. Hậu duệ của Dận Hựu đều được mai táng tại Đổng Gia lâm, Lưu Ly hà, thuộc Phòng Sơn. Nơi này bị đào trộm vào những năm Dân Quốc, các kiến trúc trên mặt đất thì bị phá hư trong thời kỳ Cách mạng Văn Hóa, địa cung cũng bị đào lên sau đó lấp lại.

## Thuần Thân vương
1. Thuần Độ Thân vương Dận Hựu
1680 - 1698 - 1730
2. Thuần Thận Quận vương Hoằng Cảnh
1711 - 1730 - 1777
3. Bối lặc Vĩnh Vân
1771 - 1778 - 1820
4. Bối tử Miên Thanh
1791 - 1821 - 1851
5. Phụng ân Trấn quốc công (hàm Bối tử) Dịch Lương
1819 - 1851 - 1887
6. Phụng ân Trấn quốc công Tái Khôi
1862 - 1887 - 1894
7. Phụng ân Trấn quốc công Phổ Khôn
1885 - 1895 - 1932

### Hoằng Thự chi hệ
- 1723 - 1727: Dĩ cách Thuần Thân vương Thế tử Hoằng Thự (弘曙), con trai trưởng của Dận Hựu. Năm 1727 bị cách tước.

### Hoằng Trác chi hệ
- 1743: Phụ quốc Tướng quân Hoằng Trác (弘晫), con trai thứ hai của Dận Hựu
- 1744 - 1752: Phụng quốc Tướng quân Vĩnh Hồng (永玒), con trai thứ hai của Hoằng Trác.
- 1753 - 1777: Phụng ân Tướng quân Vĩnh Trang (永莊), con trai thứ ba của Hoằng Trác. Năm 1777 cáo thối.

### Hoằng Cảnh chi hệ
- 1727 - 1730: Thuần Thân vương Thế tử Hoằng Cảnh, con trai thứ sáu của Dận Hựu. Năm 1730 tập Thuần Quận vương.

### Hoằng Thái chi hệ
- 1743 - 1757: Tam đẳng Phụng quốc Tướng quân Hoằng Thái (弘泰), con trai thứ bảy của Dận Hựu.

### Miên Thanh chi hệ
- 1812 - 1821: Nhất đẳng Phụ quốc Tướng quân Miên Thanh, con trai thứ hai của Vĩnh Vân. Năm 1821 tập Bối tử.

### Miên Thâm chi hệ
- 1826 - 1871: Nhất đẳng Phụ quốc Tướng quân Miên Thâm, con trai thứ ba của Vĩnh Vân, vô tự.

### Miên Tuân chi hệ
- 1826 - 1858: Phụng ân Tướng quân Miên Tuân (綿洵), con trai thứ năm của Vĩnh Vân.
- 1859 - 1886: Phụng ân Tướng quân Dịch Hạm (奕檻), con trai trưởng của Miên Tuân.
- 1887 - ?: Phụng ân Tướng quân Tái Dục (載煜), con trai trưởng của Dịch Hạm.

### Miên Tịnh chi hệ
- 1826 - 1859: Phụng ân Tướng quân Miên Tịnh (綿瀞), con trai thứ sáu của Vĩnh Vân.
- 1860 - 1862: Phụng ân Tướng quân Dịch Mai (奕梅), con trai trưởng của Miên Tịnh. Năm 1862 cáo thối.

### Miên Thục chi hệ
- 1826 - 1847: Phụng ân Tướng quân Miên Thục (綿淑), con trai thứ bảy của Vĩnh Vân.
- 1847 - 1862: Phụng ân Tướng quân Dịch Hoa (奕樺), con trai trưởng của Miên Thục.

### Dịch Lương chi hệ
- 1838 - 1851: Tam đẳng Trấn quốc Tướng quân Dịch Lương, con trai thứ tư của Miên Thanh. Năm 1851 tập Phụng ân Trấn quốc công.

### Dịch Quyền chi hệ
- 1844 - 1864: Nhị đẳng Phụ quốc Tướng quân Dịch Quyền (奕權), con trai thứ năm của Miên Thanh, vô tự.

### Dịch Dong chi hệ
- 1844 - 1875 năm: Phụng ân Tướng quân Dịch Dong (奕榕), con trai thứ sáu của Miên Thanh. Năm 1875 cách thối.

### Dịch Phong chi hệ
- 1851 - 1881: Phụng quốc Tướng quân Dịch Phong (奕楓), con trai thứ mười hai của Miên Thanh.
- 1881 - ?: Phụng ân Tướng quân Tái Vĩ (載煒), con trai thứ ba của Dịch Phong.

## Phả hệ Thuần Thân vương
|  |  |                                                           |                                                           |                                                           |                                                           |                                                           |                                                           |  |  | Thuần Độ Thân vương Doãn Hựu 1680 - 1698 - 1730                    |  |  |  |  |  |  |  |                                                     |                                                     |                                                     |                                                     |                                                     |                                                     |  |  |  |  |  |  |  |  |  |  |  |  |  |  |  |  |
|  |  |                                                           |                                                           |                                                           |                                                           |                                                           |                                                           |  |  |                                                                    |  |  |  |  |  |  |  |                                                     |                                                     |                                                     |                                                     |                                                     |                                                     |  |  |  |  |  |  |  |  |  |  |  |  |  |  |  |  |
|  |  |                                                           |                                                           |                                                           |                                                           |                                                           |                                                           |  |  |                                                                    |  |  |  |  |  |  |  |                                                     |                                                     |                                                     |                                                     |                                                     |                                                     |  |  |  |  |  |  |  |  |  |  |  |  |  |  |  |  |
|  |  | Dĩ cách Thế tử Hoằng Thự (弘曙) 1697 - 1723 - 1727 - 1738 | Dĩ cách Thế tử Hoằng Thự (弘曙) 1697 - 1723 - 1727 - 1738 | Dĩ cách Thế tử Hoằng Thự (弘曙) 1697 - 1723 - 1727 - 1738 | Dĩ cách Thế tử Hoằng Thự (弘曙) 1697 - 1723 - 1727 - 1738 | Dĩ cách Thế tử Hoằng Thự (弘曙) 1697 - 1723 - 1727 - 1738 | Dĩ cách Thế tử Hoằng Thự (弘曙) 1697 - 1723 - 1727 - 1738 |  |  |                                                                    |  |  |  |  |  |  |  | Thuần Thận Quận vương Hoằng Cảnh 1711 - 1729 - 1777 | Thuần Thận Quận vương Hoằng Cảnh 1711 - 1729 - 1777 | Thuần Thận Quận vương Hoằng Cảnh 1711 - 1729 - 1777 | Thuần Thận Quận vương Hoằng Cảnh 1711 - 1729 - 1777 | Thuần Thận Quận vương Hoằng Cảnh 1711 - 1729 - 1777 | Thuần Thận Quận vương Hoằng Cảnh 1711 - 1729 - 1777 |  |  |  |  |  |  |  |  |  |  |  |  |  |  |  |  |
|  |  | Dĩ cách Thế tử Hoằng Thự (弘曙) 1697 - 1723 - 1727 - 1738 | Dĩ cách Thế tử Hoằng Thự (弘曙) 1697 - 1723 - 1727 - 1738 | Dĩ cách Thế tử Hoằng Thự (弘曙) 1697 - 1723 - 1727 - 1738 | Dĩ cách Thế tử Hoằng Thự (弘曙) 1697 - 1723 - 1727 - 1738 | Dĩ cách Thế tử Hoằng Thự (弘曙) 1697 - 1723 - 1727 - 1738 | Dĩ cách Thế tử Hoằng Thự (弘曙) 1697 - 1723 - 1727 - 1738 |  |  |                                                                    |  |  |  |  |  |  |  | Thuần Thận Quận vương Hoằng Cảnh 1711 - 1729 - 1777 | Thuần Thận Quận vương Hoằng Cảnh 1711 - 1729 - 1777 | Thuần Thận Quận vương Hoằng Cảnh 1711 - 1729 - 1777 | Thuần Thận Quận vương Hoằng Cảnh 1711 - 1729 - 1777 | Thuần Thận Quận vương Hoằng Cảnh 1711 - 1729 - 1777 | Thuần Thận Quận vương Hoằng Cảnh 1711 - 1729 - 1777 |  |  |  |  |  |  |  |  |  |  |  |  |  |  |  |  |
|  |  |                                                           |                                                           |                                                           |                                                           |                                                           |                                                           |  |  |                                                                    |  |  |  |  |  |  |  |                                                     |                                                     |                                                     |                                                     |                                                     |                                                     |  |  |  |  |  |  |  |  |  |  |  |  |  |  |  |  |
|  |  |                                                           |                                                           |                                                           |                                                           |                                                           |                                                           |  |  | Bối lặc Vĩnh Vân 1771 - 1778 - 1820                                |  |  |  |  |  |  |  |                                                     |                                                     |                                                     |                                                     |                                                     |                                                     |  |  |  |  |  |  |  |  |  |  |  |  |  |  |  |  |
|  |  |                                                           |                                                           |                                                           |                                                           |                                                           |                                                           |  |  |                                                                    |  |  |  |  |  |  |  |                                                     |                                                     |                                                     |                                                     |                                                     |                                                     |  |  |  |  |  |  |  |  |  |  |  |  |  |  |  |  |
|  |  |                                                           |                                                           |                                                           |                                                           |                                                           |                                                           |  |  | Bối tử Miên Thanh 1791 - 1821 - 1851                               |  |  |  |  |  |  |  |                                                     |                                                     |                                                     |                                                     |                                                     |                                                     |  |  |  |  |  |  |  |  |  |  |  |  |  |  |  |  |
|  |  |                                                           |                                                           |                                                           |                                                           |                                                           |                                                           |  |  |                                                                    |  |  |  |  |  |  |  |                                                     |                                                     |                                                     |                                                     |                                                     |                                                     |  |  |  |  |  |  |  |  |  |  |  |  |  |  |  |  |
|  |  |                                                           |                                                           |                                                           |                                                           |                                                           |                                                           |  |  | Phụng ân Trấn quốc công (hàm Bối tử) Dịch Lương 1819 - 1851 - 1887 |  |  |  |  |  |  |  |                                                     |                                                     |                                                     |                                                     |                                                     |                                                     |  |  |  |  |  |  |  |  |  |  |  |  |  |  |  |  |
|  |  |                                                           |                                                           |                                                           |                                                           |                                                           |                                                           |  |  |                                                                    |  |  |  |  |  |  |  |                                                     |                                                     |                                                     |                                                     |                                                     |                                                     |  |  |  |  |  |  |  |  |  |  |  |  |  |  |  |  |
|  |  |                                                           |                                                           |                                                           |                                                           |                                                           |                                                           |  |  |                                                                    |  |  |  |  |  |  |  |                                                     |                                                     |                                                     |                                                     |                                                     |                                                     |  |  |  |  |  |  |  |  |  |  |  |  |  |  |  |  |
|  |  | Phụng ân Trấn quốc công Tái Khôi 1862 - 1887 - 1894       | Phụng ân Trấn quốc công Tái Khôi 1862 - 1887 - 1894       | Phụng ân Trấn quốc công Tái Khôi 1862 - 1887 - 1894       | Phụng ân Trấn quốc công Tái Khôi 1862 - 1887 - 1894       | Phụng ân Trấn quốc công Tái Khôi 1862 - 1887 - 1894       | Phụng ân Trấn quốc công Tái Khôi 1862 - 1887 - 1894       |  |  |                                                                    |  |  |  |  |  |  |  | Tái Hưu (載烋) 1864 - 1905                          | Tái Hưu (載烋) 1864 - 1905                          | Tái Hưu (載烋) 1864 - 1905                          | Tái Hưu (載烋) 1864 - 1905                          | Tái Hưu (載烋) 1864 - 1905                          | Tái Hưu (載烋) 1864 - 1905                          |  |  |  |  |  |  |  |  |  |  |  |  |  |  |  |  |
|  |  | Phụng ân Trấn quốc công Tái Khôi 1862 - 1887 - 1894       | Phụng ân Trấn quốc công Tái Khôi 1862 - 1887 - 1894       | Phụng ân Trấn quốc công Tái Khôi 1862 - 1887 - 1894       | Phụng ân Trấn quốc công Tái Khôi 1862 - 1887 - 1894       | Phụng ân Trấn quốc công Tái Khôi 1862 - 1887 - 1894       | Phụng ân Trấn quốc công Tái Khôi 1862 - 1887 - 1894       |  |  |                                                                    |  |  |  |  |  |  |  | Tái Hưu (載烋) 1864 - 1905                          | Tái Hưu (載烋) 1864 - 1905                          | Tái Hưu (載烋) 1864 - 1905                          | Tái Hưu (載烋) 1864 - 1905                          | Tái Hưu (載烋) 1864 - 1905                          | Tái Hưu (載烋) 1864 - 1905                          |  |  |  |  |  |  |  |  |  |  |  |  |  |  |  |  |
|  |  | Phụng ân Trấn quốc công Phổ Khôn 1885 - 1895 - 1932       | Phụng ân Trấn quốc công Phổ Khôn 1885 - 1895 - 1932       | Phụng ân Trấn quốc công Phổ Khôn 1885 - 1895 - 1932       | Phụng ân Trấn quốc công Phổ Khôn 1885 - 1895 - 1932       | Phụng ân Trấn quốc công Phổ Khôn 1885 - 1895 - 1932       | Phụng ân Trấn quốc công Phổ Khôn 1885 - 1895 - 1932       |  |  |                                                                    |  |  |  |  |  |  |  | Phổ Tăng (溥增) 1891 - ?                            | Phổ Tăng (溥增) 1891 - ?                            | Phổ Tăng (溥增) 1891 - ?                            | Phổ Tăng (溥增) 1891 - ?                            | Phổ Tăng (溥增) 1891 - ?                            | Phổ Tăng (溥增) 1891 - ?                            |  |  |  |  |  |  |  |  |  |  |  |  |  |  |  |  |
|  |  | Phụng ân Trấn quốc công Phổ Khôn 1885 - 1895 - 1932       | Phụng ân Trấn quốc công Phổ Khôn 1885 - 1895 - 1932       | Phụng ân Trấn quốc công Phổ Khôn 1885 - 1895 - 1932       | Phụng ân Trấn quốc công Phổ Khôn 1885 - 1895 - 1932       | Phụng ân Trấn quốc công Phổ Khôn 1885 - 1895 - 1932       | Phụng ân Trấn quốc công Phổ Khôn 1885 - 1895 - 1932       |  |  |                                                                    |  |  |  |  |  |  |  | Phổ Tăng (溥增) 1891 - ?                            | Phổ Tăng (溥增) 1891 - ?                            | Phổ Tăng (溥增) 1891 - ?                            | Phổ Tăng (溥增) 1891 - ?                            | Phổ Tăng (溥增) 1891 - ?                            | Phổ Tăng (溥增) 1891 - ?                            |  |  |  |  |  |  |  |  |  |  |  |  |  |  |  |  |
|  |  |                                                           |                                                           |                                                           |                                                           |                                                           |                                                           |  |  |                                                                    |  |  |  |  |  |  |  |                                                     |                                                     |                                                     |                                                     |                                                     |                                                     |  |  |  |  |  |  |  |  |  |  |  |  |  |  |  |  |
|  |  |                                                           |                                                           |                                                           |                                                           |                                                           |                                                           |  |  | Dục Oanh (毓鎣) 1918 - ?                                           |  |  |  |  |  |  |  |                                                     |                                                     |                                                     |                                                     |                                                     |                                                     |  |  |  |  |  |  |  |  |  |  |  |  |  |  |  |  |